# 페테르 한손
칼 요한 페테르 한손(스웨덴어: ˈpɛ̌tːɛr ˈhɑ̌ːnsɔn, 1976년 12월 14일, 헬싱글란드 지방 쇠데르함 ~)은 스웨덴의 전직 프로 축구 선수로, 현역 시절 수비수로 활약했다. 그는 1994년부터 2012년까지 현역 선수로 활동하면서 주로 할름스타드, 헤이렌베인, 렌, 그리고 모나코에서 활약했다. 그는 2001년부터 2009년까지 국가대항전에도 나섰는데, 스웨덴 국가대표팀 경기에 43번 출전했고, 2004년과 2008년 유럽 선수권 대회와 2006년 월드컵에서 자국을 대표로 참가했다.

## 클럽 경력

### 국가대표팀 경력
한손은 쇠데르함스에서 프로 무대 신고식을 치렀고, 1998년에 할름스타드로 이적했다. 그는 1998년 10월 4일, AIK와의 경기에서 알스벤스칸 신고식을 치렀다. 페테르 한손은 할름스타드의 인기 선수였는데, 그는 투지와 승부욕으로 지지자들의 마음을 사로잡았다. 한손은 수비형 미드필더나 중앙 수비수로 활약한 구단의 주축 선수였다. 그는지지자들의 인기가 높아지면서, 구단의 주장도 역임했다. 할름스타드 시절, 그는 2000년에 소속 구단의 통산 4번째 리그 우승을 달성하기도 했다.

### 헤이렌베인
2002년, 그는 네덜란드 에레디비시의 헤이렌베인으로 둥지를 옮겼다. 그는 헤이렌베인 소속으로 보다 꾸준한 선수로 도약해 지지를 받았다. 헤이렌베인의 지지자들은 그를 몇 차례 구단 올해의 선수로 지명했다.

### 렌
2007년 5월 1일, 그는 리그 1의 렌과 계약했다. 2010년 5월 15일, 한손은 시즌이 끝나고 계약이 만료되면 구단과 결별할 것임을 밝혔다.

### 모나코
2010년 6월 4일, 그는 리그 1의 모나코와 계약했다. 2012년 5월 30일, 한손은 파브리스 피코 대리인을 통해 현역에서 은퇴할 것임을 알렸다.

## 국가대표팀 경력
한손은 2001년에 핀란드전에서 스웨덴 국가대표팀 첫 경기를 출전했다. 그는 유로 2004의 선수 명단에 자신의 이름을 올렸고, 2006년 월드컵 최종 명단에도 올랐다. 2007년 6월 2일, 그는 숙적 덴마크를 상대로 자신의 국가대표팀 첫 골을 기록했다. 유로 2008 예선전을 치르면서, 그는 올로프 멜베리와 함께 수비를 맡았다. 2008년 6월 10일, 유로 2008 본선에서는 2-0으로 이긴 그리스와의 조별 리그 2차전에서 자신의 국가대표팀 2호골을 기록해 2-0 완승에 일조했다.
2009년 10월 10일, 덴마크 원정에서 패하면서 스웨덴이 남아프리카 공화국에서 이듬해 열릴 2010년 월드컵 본선행이 사실상 좌절되었다. 그에 따라, 한손은 몇몇 선수들과 4-1로 이긴 알바니아전에서 함께 국가대표팀 은퇴를 선언했다. 2010년 10월, 한손은 네덜란드와의 10월 12일 유로 2012 원정 경기에서 수비수 멜베리가 출장 정지 징계로 빠진 가운데 깜짝 복귀했다. 한손은 이 경기에서 후보로 대기만 했다. 경기 결과는 스웨덴의 1-4 패배였다.

## 경력 통계

### 국가대표팀
| 국가대표팀 | 연도 | 출장 | 골 |
| ---------- | ---- | ---- | -- |
| 스웨덴     | 2001 | 1    | 0  |
| 스웨덴     | 2002 | 0    | 0  |
| 스웨덴     | 2003 | 0    | 0  |
| 스웨덴     | 2004 | 7    | 0  |
| 스웨덴     | 2005 | 3    | 0  |
| 스웨덴     | 2006 | 9    | 0  |
| 스웨덴     | 2007 | 10   | 1  |
| 스웨덴     | 2008 | 10   | 1  |
| 스웨덴     | 2009 | 3    | 0  |
| 합계       | 합계 | 43   | 2  |

### 국가대표팀 득점 기록
아래의 점수에서 왼쪽의 점수가 스웨덴의 점수이며, 점수 열은 한손의 득점 상황을 나타낸다.
| # | 날짜            | 장소                                     | 상대   | 점수 | 결과 | 대회             | 주     |
| - | --------------- | ---------------------------------------- | ------ | ---- | ---- | ---------------- | ------ |
| 1 | 2007년 6월 2일  | 덴마크 쾨벤하운 파르켄                   | 덴마크 | 2–0  | 3–0  | 유로 2008 예선전 | [ 9 ]  |
| 2 | 2008년 6월 10일 | 그리스 잘츠부르크 발스 지첸하임 슈타디온 | 그리스 | 2–0  | 2–0  | 유로 2008        | [ 10 ] |

1. ↑  해당 경기는 관중 습격 사건으로 중단되었다.

## 수상
할름스타드
- 알스벤스칸: 2000

개인
- 스토르 그라브: 2007[11]